# Canal navigable de Neukölln

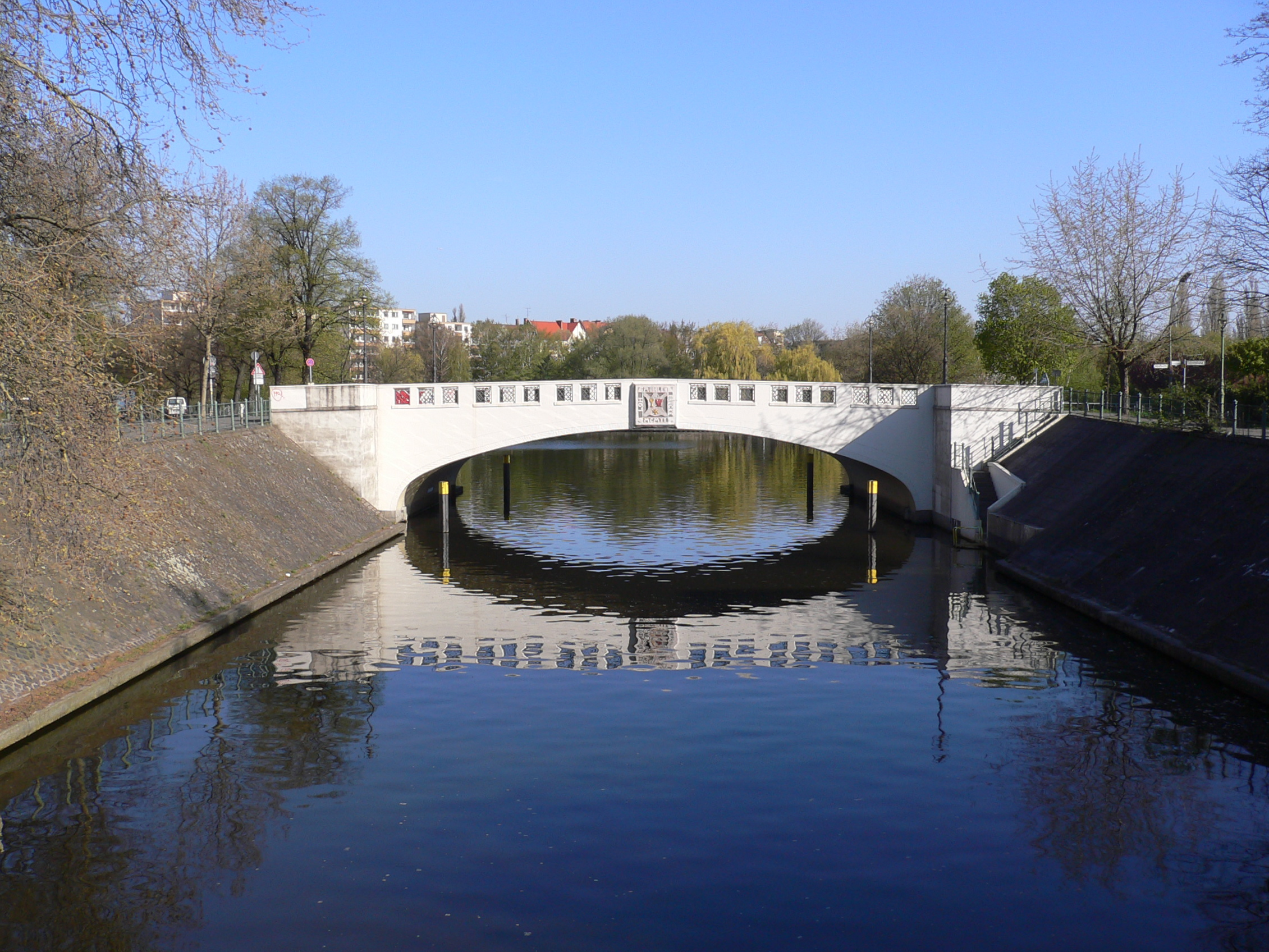
Vue du chenal de navigation de Neukölln

Le Chenal navigable de Neukölln (en allemand : Neuköllner Schiffahrtskanal), est une voie d'eau artificielle de 4,1 kilomètres de long dans le quartier Neukölln à Berlin.
Ce chenal navigable relie le Landwehrkanal au canal Teltow et le canal de Britz.
Les travaux de creusement se sont effectués en plusieurs étapes entre 1902 et 1913.

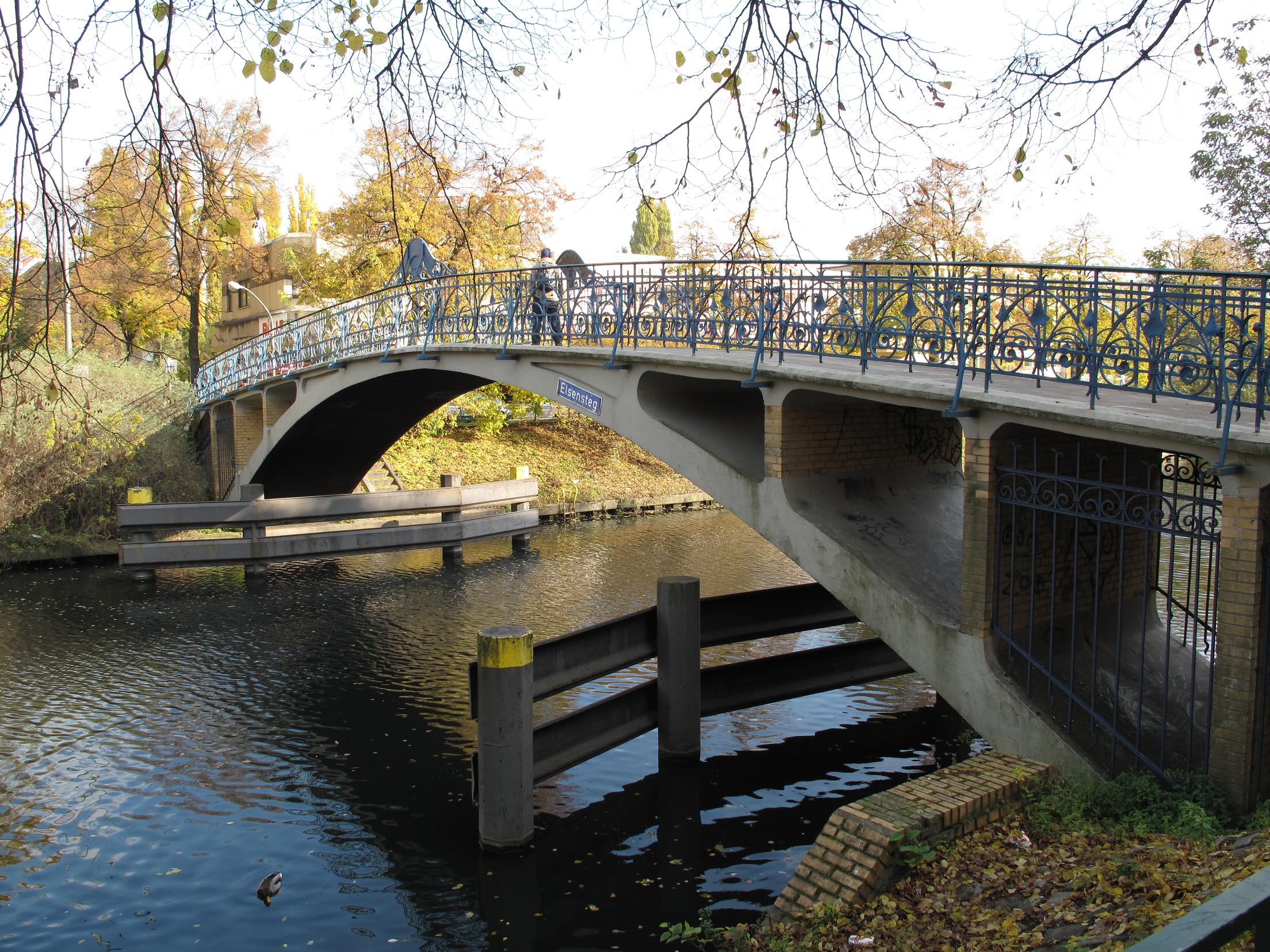
Vue du chenal de navigation de Neukölln.